# Новодостоваловский сельсовет
Новодостоваловский сельсовет — упразднённые административно-территориальная единица и муниципальное образование (сельское поселение) в Белозерском районе Курганской области. До 1973 года — Романовский сельсовет.
Административный центр — село Новодостовалово.
9 января 2022 года сельсовет был упразднён в связи с преобразованием муниципального района в муниципальный округ.

## История
Романовский сельсовет образован в 1919 году в Шмаковской волости Курганского уезда.
Постановлениями ВЦИК от 3 и 12 ноября 1923 года в составе Курганского округа Уральской области РСФСР образован Марайский район.
Постановлением Уралоблисполкома от 31 декабря 1925 года Романовский сельсовет передан в Белозерский район, который 17 января 1934 года включён в состав Челябинской области, а 6 февраля 1943 года в состав Курганской области.
14 июня 1954 года Романовский сельсовет объединён с упразднённым Петуховским сельсоветом.
1 февраля 1963 года Белозерский район упразднён, Менщиковский сельсовет включён в состав Варгашинского сельского района.
3 марта 1964 года Романовский сельсовет включён в состав Кетовского сельского района.
12 января 1965 года вновь образован Белозерский район.
29 марта 1973 года Романовский сельсовет переименован в Новодостоваловский сельсовет.

## Население
| 1989 | 2002 | 2004 | 2010 | 2012 | 2013 | 2014 |
| ---- | ---- | ---- | ---- | ---- | ---- | ---- |
| 939  | ↘825 | ↗864 | ↘586 | ↘549 | ↘527 | ↘479 |
| 2015 | 2016 | 2017 | 2018 | 2019 | 2020 |      |
| ↘466 | ↘431 | ↗433 | ↗434 | ↘408 | ↘389 |      |

## Состав сельского поселения
| № | Населённый пункт | Тип населённого пункта       | Население |
| - | ---------------- | ---------------------------- | --------- |
| 1 | Мокино           | деревня                      | ↘154      |
| 2 | Новодостовалово  | село, административный центр | ↘203      |
| 3 | Песьяно          | деревня                      | ↘22       |
| 4 | Петуховское      | деревня                      | ↘73       |
| 5 | Романовское      | село                         | ↘134      |
| 6 | Чистолебяжье     | деревня                      | ↘0        |

## Местное самоуправление
Администрация сельсовета
641367, Курганская область, Белозерский район, с. Новодостовалово, пер. Школьный, 3.